# سیتادل (مجموعه تلویزیونی)
سیتادل (انگلیسی: Citadel) مجموعهٔ تلویزیونی هیجان‌انگیزِ اکشن آمریکایی است که توسط جاش اپلبام، برایان اوه و دیوید ویل برای آمازون پرایم ویدئو ساخته شده‌است و برادران روسو به عنوان تهیه‌کنندگان اجرایی در ساخت آن نقش داشته‌اند. در این مجموعه ریچارد مدن و پریانکا چوپرا نقش دو مأمور را بازی می‌کنند و نیز استنلی توچی و لسلی منویل در آن حضور دارند.
فصل نخست با بودجهٔ تولید ۳۰۰ میلیون دلار آمریکا، به‌عنوان یکی از پرهزینه‌ترین برنامه‌های تلویزیونی شناخته می‌شود. در مارس ۲۰۲۳، این سریال برای فصل دوم تمدید شد. دو قسمت نخست از فصل شش‌قسمتیِ اول در ۲۸ آوریل ۲۰۲۳ پخش شد. این مجموعه نقدهای ضد و نقیضی دریافت کرد.
این مجموعه شامل اسپین آف‌هایی در کشورها و زبان‌های مختلف خواهد بود. سریال هندی با بازی وارون دهاوان و سامانتا روت پرابو توسط راج و دیکی کارگردانی خواهد شد. سریال ایتالیایی مشترکاً توسط استودیو آمازون و کتلیا (بخشی از استودیو آی‌تی‌وی) تولید خواهد شد.

## طرح داستان
سیتادل به‌عنوان «سریال جاسوسی پر اکشن با کانون احساسی جلب‌توجه‌کننده» و «یک رویداد جهانی گسترده و پیشگامانه که شامل یک سریال اصلی و چندین سریال تابع به زبان محلی است» توصیف می‌شود. این سریال شامل اسپین آف‌هایی است که در آلپ ایتالیا، هند، اسپانیا و مکزیک اتفاق می‌افتد.

## بازیگران
- ریچارد مدن در نقش میسون کین[۱۱]
- پریانکا چوپرا جوناس در نقش نادیا سینه[۱۱]
- استنلی توچی در نقش برنارد اورلیک[۱۱]
- لسلی منویل در نقش داهلیا آرچر[۱۱]
- اوسی ایخیله در نقش کارتر اسپنس[۱۱]
- اشلی کامینگز در نقش ابی کانروی[۱۱]
- رولاند مولر در نقش آندرس سیلجه و داویک سیلجه[۱۱]
- کائولین اسپرینگال در نقش هندریکس کانروی[۱۱]

## تولید

### توسعه
سیتادل توسط جنیفر سالک، رئیس آمازون استودیوز مطرح شد. او این طرح را در اواسط سال ۲۰۱۸ به برادران روسو و استودیوی مستقل آن‌ها، ای‌جی‌بی‌او برای ایجاد یک نمایش جاسوسی جاه‌طلبانه و جهانی پیشنهاد کرد. این سریال در ابتدا مشارکتی بین ای‌جی‌بی‌او و گروه فیلمنامه‌نویسی مدنایت ردیو، متشکل از جاش آپلبام و آندره نیمیک بود. با این حال، آنها در حین تولید در سال ۲۰۲۱ به دلیل اختلافات در دیدگاه با برادران روسو، این پروژه را ترک کردند و دیوید ویل به عنوان شورانر جدید نمایش انتخاب شد. این تغییر منجر به فیلم‌برداری مجددِ گسترده در سال ۲۰۲۲ شد.
تا سال ۲۰۲۳، سیتادل با بودجهٔ ۳۰۰ میلیون دلاری، دومین سریال پرخرج تمام دوران بود. این خرج تا حد زیادی به دلیل فیلمبرداری مجدد گسترده‌ای است که با استخدام دیوید ویل به‌عنوان شورانر پروژه انجام شد.

### انتخاب بازیگران
رولاند مولر با بازی در کنار مدن و چوپرا، نقش لازلو میلا، عامل اصلی سازمان اطلاعاتی رقیب سیتادل، یعنی مانتیکور را بازی کرد.

### فیلمبرداری
فیلمبرداری سریال اصلی در ژانویهٔ ۲۰۲۱ آغاز شد و در دسامبر به پایان رسید. با این حال، فیلمبرداری مجدد در اوایل و اواسط سال ۲۰۲۲ زیر نظر دیوید ویل، برادران روسو و کارگردان توماس سیگل صورت گرفت.

## پخش
دو قسمت اول این مجموعه شش قسمتی در ۲۸ آوریل ۲۰۲۳ از طریق آمازون پرایم ویدئو به نمایش درآمد.

## بازخورد
وبگاه بازبینی نقد راتن تومیتوز، بر اساس نظر ۶۵ منتقد، امتیاز ۵۴٪ با میانگین نمرهٔ ۵٫۷/۱۰ را به این مجموعه داد. اجماع منتقدان این وبگاه می‌نویسد: «سیتادل از هیچ هزینه‌ای دریغ نمی‌کند، اما همچنان توسعه‌نیافته احساس می‌شود که جست‌وخیز جاسوسی نسبتاً سرگرم‌کننده می‌دهد اما زیر وزن زیاده‌روی خودش می‌شکند.» متاکریتیک که از میانگین وزنی استفاده می‌کند، بر اساس نظر ۲۱ منتقد، امتیاز ۵۱ از ۱۰۰ را به این مجموعه داد که نشان‌دهندهٔ «نقدهای مختلط یا متوسط» است.